# سیارک ۹۶۲۶۸
سیارک ۹۶۲۶۸ (به انگلیسی: 96268 Tomcarr، نامگذاری:1995SA55) نود و شش هزار و دویست و شصت و هشتمین سیارک کشف شده‌است که در ۲۰ سپتامبر ۱۹۹۵ کشف شد.